# Purity Soinato Oiyie
Purity Soinato Oiyie est une activiste et féministe kényane. Issue de la communauté indigène Massai, elle est première femme de cette communauté à dire non aux mutilations génitales féminines, elle plaide la gratuité de l'éducation pour toutes les filles, l'égalité des sexes et l'autonomisation des femmes et des filles rurales lors de la 62e Commission de la condition de la femme des Nations unies,.

## Biographie
Purity Soinato Oiyie est âgée de 11 ans  quand son père a voulu non seulement la faire exciser mais aussi la donner en mariage à un homme de 70 ans,,. Elle témoigne, lors de la 62e Commission de la condition de la femme des Nations unies en disant,': 

« (...) Je n'avais que 10 ou 11 ans lorsque mon père a décidé de me faire exciser. Je devais devenir la cinquième épouse d'un homme de 70 ans (...). »

En échappant à cette pratique, elle devient non seulement la première fille de son village à rejeter cette pratique mais aussi la première à aller à l'université. Son combat aujourd'hui contribue à la réalisation des objectifs de développement durable 4 qui promeut l'éducation des filles et 5 qui est spécifiquement dédié à l’autonomisation des filles et des femmes. Cet objectif concerne également l’égalité entre les sexes et vise à mettre fin à toutes les formes de discriminations et de violences contre les femmes et les filles sur notre planète. Ainsi, par le biais de sa fondation, Purity Soinato Oiyie donne à d'autres filles et à leurs parents les moyens de rejeter cette pratique néfaste et de choisir l'éducation. Elle affirme à ce sujet que : 

« (...) j'ai réalisé que les mutilitions génitales faites aux femmes sont une tradition héritée de nos ancêtres juste pour opprimer la dignité des femmes et des filles.  J'ai souhaité créer une prise de conscience en 2018 lorsque j'ai été choisie par ONU Femmes pour représenter les jeunes femmes et filles du monde entier lors de  la 62e Commission de la condition de la femme à New York. (...). »

## Récompenses et reconnaissances
Purity Soinato Oiyie grâce est lauréate de plusieurs prix. Elle s'est vu décerner le titre d'ambassadrice de la médiation des jeunes femmes leaders par l'IPHRD Africa en Éthiopie. En 2020, elle est lauréate du prix du plaidoyer de la Global Woman P.E.A.C.E. Foundation,.